# Ectobius lapponicus
Espèce
Le cafard du Nord ou blatte jaune (Ectobius lapponicus) est une espèce d'insectes de la famille des blattes, à ne pas confondre avec Ectobius sylvestris (cafard des bois).
Cette espèce vit dans la litière du sol, forestier notamment, et ne vole que très peu.

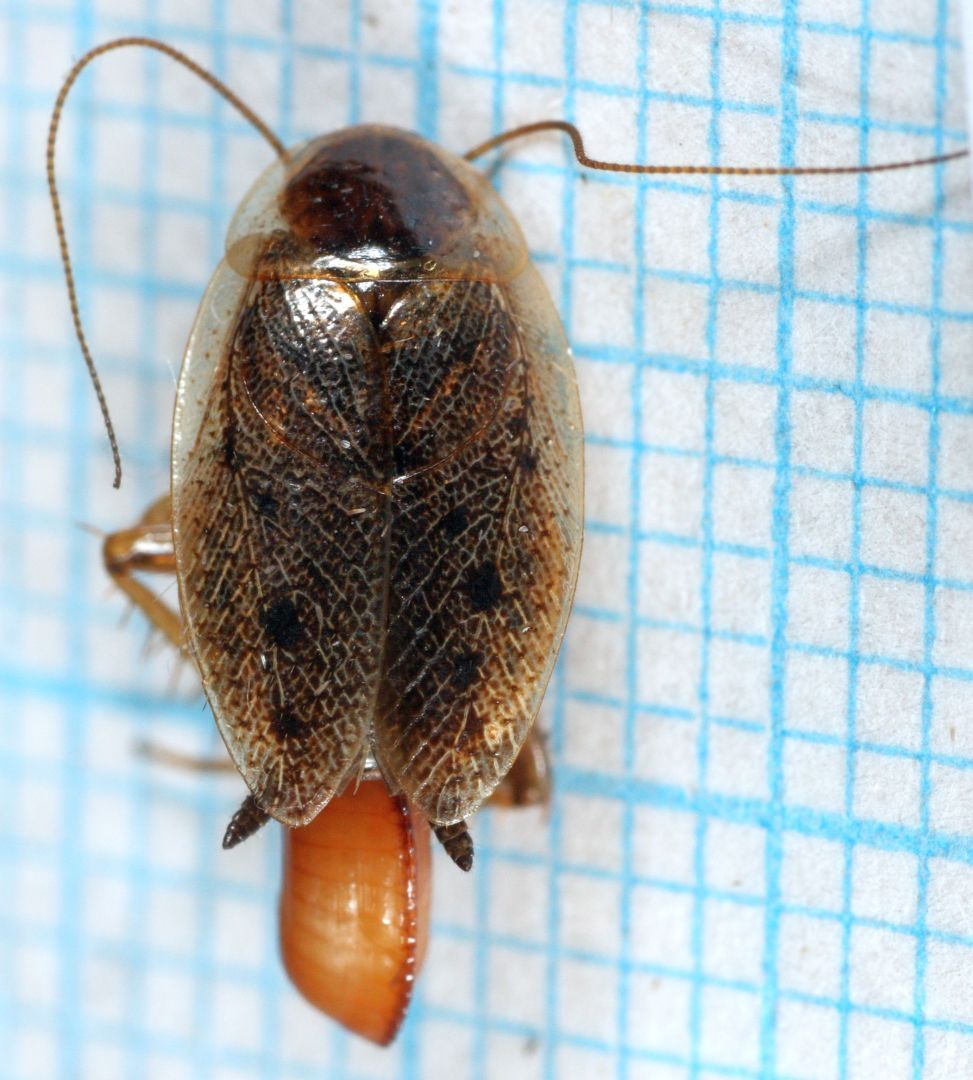
Femelle et son oothèque.

À la différence d'autres Ectobius, il ne recherche pas la proximité de l'homme et n'est pas considéré comme un nuisible. Exceptionnellement, une sous-population peut coloniser un espace bâti. Par exemple en Allemagne l'été 2000, plusieurs zones d'un hôpital construit en forêt ont été infestées par E. lapponicus (où aucune blatte germanique (Blattella germanica) n'avait été trouvée depuis des années).

## Description
Taille : mâle 9 à 11 mm, femelle 8 à 9,5 mm. Fort dimorphisme sexuel. La femelle a une forme très arrondie, alors que le mâle, plus grand a une forme nettement plus fine et allongée.